# Kit Woolsey
Kit Woolsey (ur.  1943 – Waszyngton) – amerykański brydżysta, World Grand Master oraz Senior Life Master (WBF).
Jego żoną jest Sally Woolsey z którą tworzą parę mikstową.

## Wyniki brydżowe

### Olimpiady
Na olimpiadach uzyskał następujące rezultaty:
| Olimpiady brydżowe. Zawody teamów | Olimpiady brydżowe. Zawody teamów | Olimpiady brydżowe. Zawody teamów    | Olimpiady brydżowe. Zawody teamów | Olimpiady brydżowe. Zawody teamów | Olimpiady brydżowe. Zawody teamów |
| Rok                               | Miejsce                           | Zawody                               | Kategoria                         | Drużyna                           | Pozycja                           |
| --------------------------------- | --------------------------------- | ------------------------------------ | --------------------------------- | --------------------------------- | --------------------------------- |
| 2000                              | Maastricht                        | 11. Olimpiada Brydżowa               | Seniorzy                          | USA                               | 1                                 |
| 1999                              | Lozanna                           | 2. Mistrzostwa o Wielką Nagrodę MKOL | Open                              | USA                               | 6                                 |

### Zawody światowe
W światowych zawodach zdobył następujące lokaty:
| Mistrzostwa Świata. Konkurencja teamów | Mistrzostwa Świata. Konkurencja teamów | Mistrzostwa Świata. Konkurencja teamów | Mistrzostwa Świata. Konkurencja teamów | Mistrzostwa Świata. Konkurencja teamów | Mistrzostwa Świata. Konkurencja teamów |
| Rok                                    | Miejsce                                | Zawody                                 | Kategoria                              | Drużyna                                | Pozycja                                |
| -------------------------------------- | -------------------------------------- | -------------------------------------- | -------------------------------------- | -------------------------------------- | -------------------------------------- |
| 2010                                   | Filadelfia                             | 13. Seria Mistrzostw Świata            | Open                                   | Robinson                               | 5                                      |
| 2009                                   | São Paulo                              | 39. Mistrzostwa Świata Teamów          | Open                                   | USA 1                                  | 12                                     |
| 2009                                   | São Paulo                              | 39. Mistrzostwa Świata Teamów          | Trans                                  | USA 1                                  | 11                                     |
| 2006                                   | Werona                                 | 12. Mistrzostwa Świata                 | Open                                   | Robinson                               | 33                                     |
| 2003                                   | Monte Carlo                            | 36. Mistrzostwa Świata Teamów          | Seniorzy                               | USA 1                                  | 1                                      |
| 2002                                   | Montreal                               | 11. Mistrzostwa Świata                 | Open                                   | Woolsey                                | 33                                     |
| 2001                                   | Paryż                                  | 35. Mistrzostwa Świata Teamów          | Seniorzy                               | USA 1                                  | 4                                      |
| 2000                                   | Maastricht                             | 11. Olimpiada Brydżowa                 | Miksty                                 | Wolff                                  | 43                                     |
| 1998                                   | Lille                                  | 10. Mistrzostwa Świata                 | Open                                   | Robinson                               | 17                                     |
| 1994                                   | Albuquerque                            | 9. Mistrzostwa Świata                  | Open                                   | Goodman                                | 17                                     |
| 1989                                   | Perth                                  | 29. Mistrzostwa Świata Teamów          | Open                                   | USA                                    | 2                                      |
| 1986                                   | Miami Beach                            | 7. Mistrzostwa Świata                  | Open                                   | Robinson                               | 1                                      |
| 1982                                   | Biarritz                               | 6. Mistrzostwa Świata                  | Open                                   | Martel                                 | 2                                      |

| Mistrzostwa Świata. Konkurencja par | Mistrzostwa Świata. Konkurencja par | Mistrzostwa Świata. Konkurencja par | Mistrzostwa Świata. Konkurencja par | Mistrzostwa Świata. Konkurencja par | Mistrzostwa Świata. Konkurencja par |
| Rok                                 | Miejsce                             | Zawody                              | Kategoria                           | Partner                             | Pozycja                             |
| ----------------------------------- | ----------------------------------- | ----------------------------------- | ----------------------------------- | ----------------------------------- | ----------------------------------- |
| 2010                                | Filadelfia                          | 13. Mistrzostwa Świata              | Open                                | Fred Stewart                        | 60                                  |
| 2010                                | Filadelfia                          | 13. Mistrzostwa Świata              | Miksty                              | Sally Woolsey                       | 241                                 |
| 2006                                | Werona                              | 12. Mistrzostwa Świata              | Miksty                              | Sally Woolsey                       | 338                                 |
| 2006                                | Werona                              | 12. Mistrzostwa Świata              | Open IMP                            | Fred Stewart                        | 48                                  |
| 2006                                | Werona                              | 12. Mistrzostwa Świata              | Open                                | Fred Stewart                        | 230                                 |
| 2002                                | Montreal                            | 11. Mistrzostwa Świata              | Miksty                              | Sally Woolsey                       | 35                                  |
| 2002                                | Montreal                            | 11. Mistrzostwa Świata              | Open                                | Fred Stewart                        | 53                                  |
| 1998                                | Lille                               | 10. Mistrzostwa Świata              | Miksty                              | Sally Woolsey                       | 84                                  |
| 1994                                | Albuquerque                         | 9. Mistrzostwa Świata               | Open                                | Edward Manfield                     | 34                                  |
| 1986                                | Miami Beach                         | 7. Mistrzostwa Świata               | Open                                | Edward Manfield                     | 41                                  |
| 1982                                | Biarritz                            | 6. Mistrzostwa Świata               | Open                                | Edward Manfield                     | 21                                  |
| 1978                                | Nowy Orlean                         | 5. Mistrzostwa Świata               | Open                                | Steve Robinson                      | 12                                  |

## Klasyfikacja
- Kit Woolsey – klasyfikacja WBF (ang.)